# 天誅組

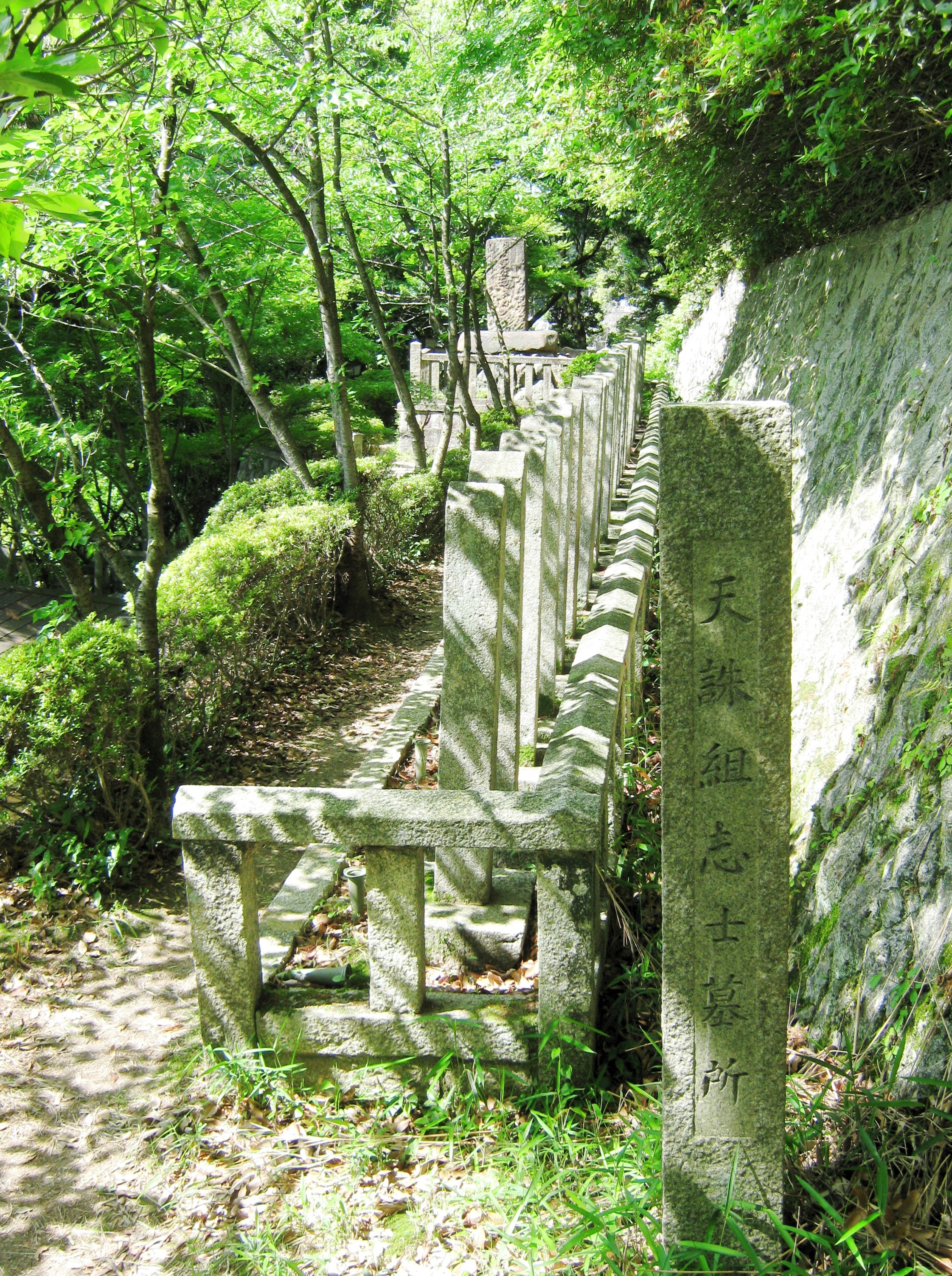
天誅組志士之墓、霊山護国神社、京都市左京区

天誅組（てんちゅうぐみ）は、幕末に公卿中山忠光を主将に志士達で構成された尊皇攘夷派の武装集団。その活動は文久3年8月17日（1863年）の大和国五條代官所討ち入り（挙兵）から、幕府の追討を受け転戦してのち、同年9月24日から27日にかけて大和国東吉野村で多くの隊士が戦死して壊滅するまでの約40日間である（天誅組の変）。天忠組とも。

## 名称
自らは当初、 皇軍御先鋒、五条御政府などと称したが、通称として天誅組が使われ始め、後に大々的に天誅組と称されるようになった。当時の文献の表記には天誅組のほか天忠組との表記もある。いつの時点で自らを天誅組と名乗ったか或いは人々が天誅組と呼んだかは詳らかではない。

## 概要
文久3年（1863年）8月13日、孝明天皇の神武天皇陵参拝、攘夷親征の詔勅が発せられる（大和行幸）。
8月14日夜、土佐脱藩浪士の吉村寅太郎ら攘夷派浪士約40名が大和行幸の先鋒となるべく、攘夷派公卿の前侍従中山忠光を主将に迎えて決起した。これが天誅組の蜂起（結成）と考えられる。総勢は伏見から船で淀川を下って大坂へ向かう。翌15日天保山から海路で堺へ向かい、翌16日堺に上陸。そこから河内へと向かう。
これに従軍した半田門吉の『大和日記』によると結成時の同志は38人で、そのうち18人が土佐脱藩浪士、8人が久留米脱藩浪士であった。このほか淡路島の勤皇家で大地主であった古東領左衛門は先祖代々の全財産を処分し、天誅組の軍資金として供出した。
8月17日夕方、五条の町へ着いた彼らは、幕府天領の大和国五条代官所を襲撃（討ち入り）。代官鈴木正信（源内）の首を刎ね、代官所に火を放った。桜井寺に本陣を置き五条を天朝直轄地とする旨を宣言し、「御政府」あるいは「総裁所」を称した。五条御政府と呼ばれる。

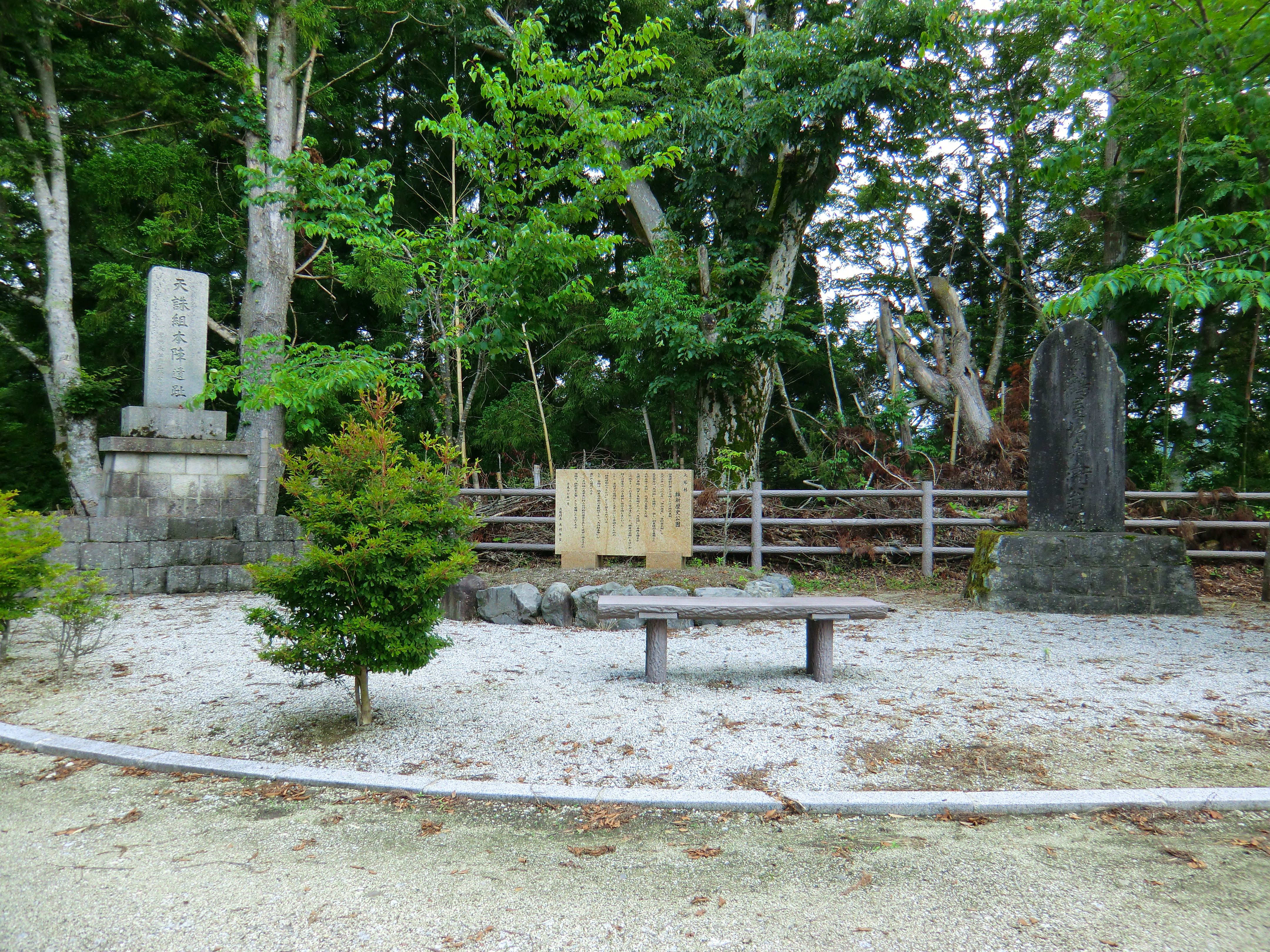
天辻の本陣跡（五條市）

挙兵直後の8月18日、八月十八日の政変が起こり長州藩や攘夷派公卿や浪士達が失脚し、攘夷親征を目的とした大和行幸は中止。挙兵の大義名分を失った天誅組は「暴徒」とされ追討を受ける身となった。
天誅組は天の辻の要害に本陣を移し、御政府の名で武器兵糧を徴発し、吉村寅太郎は五条の医師乾十郎とともに十津川郷（奈良県吉野郡十津川村）に入り、反乱に加入を説得。その結果、野崎主計ら十津川郷士960人を募兵して兵力は膨れ上がったが、烏合の衆に過ぎずその武装は貧弱なものだった。十津川の人々も半ば脅迫されて急きょかき集められた。しかも休息も食事もなく戦闘に参加せられるなど、戦意に乏しかった。
あまりの酷さに玉堀為之進や植田主殿ら十津川郷士は指揮官に抗議したが、中山らに憎まれ天辻峠で敵方内通の濡れ衣を着せられて斬首されている。
天誅組は高取城を攻撃するが、少数の高取藩兵の銃砲撃を受けて混乱して敗走。この時点で三河刈谷藩から参加していた伊藤三弥のように早々に脱走するものもあった。後に伊藤は松本奎堂の密書を岩倉具視に届けたと弁明しているが、岩倉具視と松本奎堂の関係を考えればあり得ないことである。伊藤三弥と同郷の碩学森銑三は「脱走した三弥の言い訳に過ぎない」と断じている。この伊藤三弥の脱走は天誅組の脆弱さを示す例としてしばしば引用される。

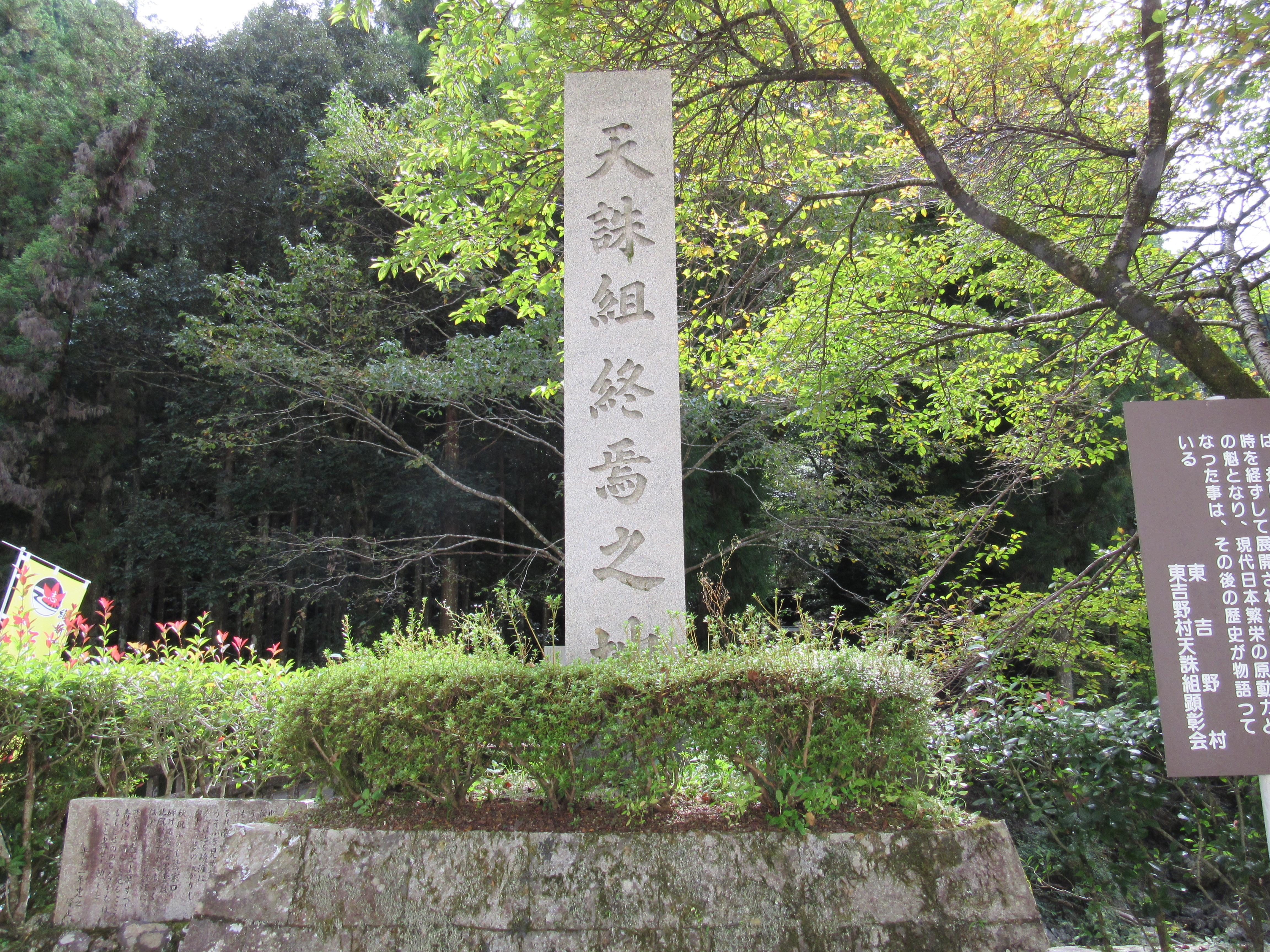
天誅組終焉の地碑（東吉野村）

幕府は諸藩に命じて大軍を動員をして天誅組討伐を開始する。天誅組は激しく抵抗するが、主将の中山忠光の指揮能力が乏しいこともあり敗退を繰り返し、しだいに追い詰められる。朝廷から天誅組を逆賊とする令旨が京都在住の十津川郷士前田雅楽に下され、急遽現地に赴いた前田は十津川郷士を説得。9月15日、主力となっていた十津川勢が離反を宣言。郷士代表の野崎は責を負い自害する。9月19日、忠光は天誅組の解散を命じる。残党は伊勢方面へ脱出を図るが、9月24日、鷲家口（奈良県東吉野村）で幕府軍に捕捉され、交戦の末に一行は離散し、吉村、松本などそれぞれ逃亡を図ろうとしていた隊士は相次いで戦死または捕縛されるなどした。この9月24日の鷲家口での戦いが天誅組の組織としての最後の戦闘とされている。
無事に幕府軍の包囲網から逃れる事ができたのは、池内蔵太、石田英吉などの忠光の護衛に当たっていた6人の他は、伊藤三弥や市川精一郎、平岡鳩平などの追討軍の包囲網が完成する前に天誅組から離脱していた者に限られ、それもごく少数で、殆どは伴林光平や水郡善之祐の様に幕府勢の執拗な追撃・捜索を前に捕縛されたり、投降せざるを得なくなり、捕らわれた隊士は皆、京都六角獄へ連行された後に刑場の露と消えた。そして、どうにか畿内から脱出する事ができた忠光も元治元年（1864年）11月15日。長州にて潜伏中に、刺客に襲われて暗殺された。
最終的に維新を経て明治の世まで生き延びることができた天誅組の隊士は、平岡鳩平、石田英吉、伊藤三弥と、水郡英太郎（水郡善之祐の息子）をはじめとする河内勢の数人だけだった。志士たちの霊は京都霊山護国神社に祀られている。

## 編成
五条代官所襲撃後の8月18日に桜井寺で職制と軍制を定めている。
- 主将　：中山忠光
- 総裁　：藤本鉄石、吉村寅太郎、松本奎堂
- 御用人：池内蔵太
- 監察　：吉田重蔵、那須信吾、酒井伝次郎
- 銀奉行：磯崎寛
- 砲隊伍長：安岡直行
- 参謀兼記録方：伴林光平
- 小荷駄奉行：水郡善之祐

槍隊、鉄砲隊が編成された。総勢は1000人余。脱藩浪士が指揮し、隊士の主体は十津川郷士であった。
浪士は土佐藩、久留米藩出身者が中心であった。身分は郷士や庄屋、神官、僧侶。年齢は13歳から46歳までいて、20歳代の若者が多い。主将の中山忠光は19歳であった。
装備は狭山藩など、河内地方の各藩から徴発したゲベール銃（蘭：Geweer、小銃）、槍、弓矢、刀などで極めて貧弱だったと思われる。また、松の木で木製の大砲を十数門製作するが、上手く発火せず全く役に立たなかった。

## 関連作品
- 中里介山 『大菩薩峠』 （春秋社、1921年）
- 三上於菟吉 『天誅組』 （改造社『維新歴史小説全集・第三巻』所収、1934年）
- 菊池寛 『天誅組罷通る』 （大日本雄辯會講談社、1941年）
- 司馬遼太郎 『おお、大砲』 （新潮文庫『人斬り以蔵』所収、1969年）
- 司馬遼太郎 『五条陣屋』 （講談社文庫『アームストロング砲』所収、1988年）
- 小中陽太郎 『天誅組始末記』 （大和書房、1970年）
- 大岡昇平 『天誅組』 （講談社、1974年）
- 仲町六絵 『夜明けを知らずに―天誅組余話―』 （アスキー・メディアワークス、2012年）